# Saint-Diéry
Saint-Diéry é uma comuna francesa na região administrativa de Auvérnia-Ródano-Alpes, no departamento Puy-de-Dôme. Estende-se por uma área de 24.11 km². Em 2010 a comuna tinha 531 habitantes (densidade: 22 hab./km²).
Em 1 de janeiro de 2019, incorporou a antiga comuna de Creste ao seu território.